# Infusion

Verschiedene Infusionslösungen und Infusionsbesteck (links)

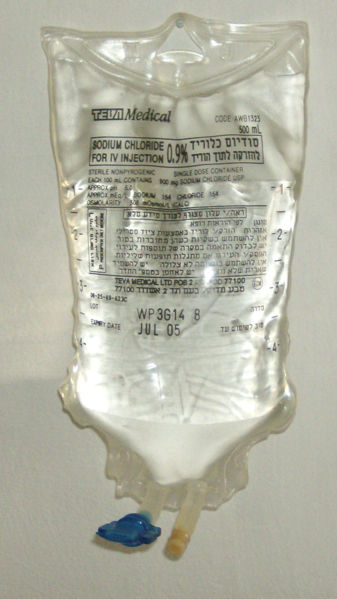
Beutel mit Infusionslösung

Als Infusion (lateinisch infusio ‚Aufguss, Hineingießen, Einguss‘, von infundere ‚eingießen, eindringen‘) bezeichnet man in der Medizin die (im Gegensatz zur einmaligen Injektion) kontinuierliche, meist parenterale Verabreichung von flüssigen Medikamenten (Infusionstherapie).
Möglich sind neben der intravenösen Verabreichung auch die subkutane, intraossäre und -arterielle Applikation.
Bestimmte Therapiemethoden implizieren in der Regel die Anwendung von Infusionen, z. B. Flüssigkeitsgabe, Volumenersatz oder -substitution, Volumen- und Osmotherapie.
Die Verabreichung von Blutbestandteilen mittels Infusion wird als Transfusion bezeichnet.
Außerhalb der reinen Flüssigkeitstherapie finden Infusionslösungen noch Verwendung in der parenteralen Ernährung und als Trägerlösungen, falls eine gewisse Verabreichungsdauer nicht unterschritten werden soll oder bestimmte maximale Wirkstoffkonzentrationen am Infusionsort nicht überschritten werden sollen (Elektrolyttherapie, Säure-Basen-Korrektur, Antibiotikagabe, Chemotherapie u. ä.).

## Geschichte
Darstellung im Artikel intravenös

## Infusionslösungen und Indikationen
Zur Infusionstherapie stehen unterschiedliche Präparate zur Verfügung. Dabei kann man unspezifische Lösungen wie Elektrolytlösungen („Kristalloide“) oder Glucoselösungen von solchen mit spezifischem therapeutischem Einsatzzweck unterscheiden, z. B. kolloidale Lösungen zur Volumentherapie, hochkonzentrierte Glukoselösungen und andere Nährlösungen zur Ernährungstherapie oder Pufferlösungen zur Behandlung von Störungen des Säure-Basen-Haushaltes.

### Elektrolytlösungen
Elektrolytlösungen werden zum Ausgleich (bei Dehydratation) oder zur Deckung des Flüssigkeitsbedarfes, als Teil der parenteralen Ernährung und zum Ausgleich von Elektrolytstörungen eingesetzt. Sie verbleiben (aufgrund des niedrigen kolloidosmotischen Druckes) nur kurzfristig in den Gefäßen des Kreislaufes und verteilen sich im Extrazellularraum, weswegen sie sich nur sehr eingeschränkt zum Ausgleich großer Blutverluste beim hypovolämischen Schock eignen. Durch die rasche Umverteilung drohen bei der Verabreichung größerer Mengen Hirn- und Lungenödeme.
Zur Abgrenzung von den Kolloidalen Lösungen (engl. colloids) werden Elektrolytlösungen in Anlehnung an den englischen Begriff crystalloids auch als Kristalloide bezeichnet.

#### Isotonische Kochsalzlösung
Die einfachste Elektrolytlösung ist die isotonische Kochsalzlösung, die aufgrund ihrer unphysiologischen Zusammensetzung meist nur als Spül- und Verdünnungslösung eingesetzt wird. Eine besondere Indikation ist die isotonische Dehydratation (allgemeiner Wasser- und Salzmangel).

#### Vollelektrolytlösungen
Vollelektrolytlösungen (VEL) oder balancierte Lösungen wie z. B. die Ringerlösung enthalten Elektrolyte (Natrium, Kalium, Calcium, teilweise Magnesium, Chlorid) in körperähnlicher Zusammensetzung. Da ihnen die negativ geladenen Proteine und das Hydrogencarbonat des Plasmas fehlen, sind als Ersatz organische Anionen wie Acetat, Malat oder Laktat zugesetzt, wodurch elektrische Neutralität hergestellt wird. Das Einsatzspektrum der Vollelektrolytlösungen ist breit, sie stellen den Standard der kristalloiden Lösungen dar.
Industrielle Markenprodukte sind zum Beispiel Sterofundin, Jonosteril und Ringer-Laktat.
Sonderformen sind Halb-, 2/3- oder 1/3-Elektrolytlösungen (Bezeichnung entsprechend dem Elektrolytgehalt der Vollelektrolytlösungen), deren Einsatz weitgehend aufgegeben wurde. Es existieren auch Kombinationslösungen mit Kolloiden oder Glukose.

### Kolloidale Lösungen
Kolloidale Infusionslösungen zur Anwendung als Volumenersatz (Plasmaersatz) oder in der Volumentherapie (Plasmaexpander, „Blutverdünnung“ bzw. Hämodilution) sind durch ihren Gehalt an Makromolekülen (Kohlenhydrate wie Hydroxyethylstärke (HAES, HÄS) oder Dextrane; Proteine wie Gelatine oder Albumin) gekennzeichnet. Da diese Volumenersatzmittel die Gefäßwand nicht überschreiten können, wird der durch sie erhöhte kolloidosmotische Druck so lange aufrechterhalten, bis die Moleküle über enzymatischen Abbau oder Aufnahme durch das mononukleäre Phagozytosesystem eliminiert sind. Neben der gegenüber Elektrolyten verlängerten Verweildauer im Gefäßsystem ergibt sich daraus auch ein ausgeprägter und länger anhaltender Effekt auf das Blutvolumen, weshalb sie zum Ausgleich größerer Volumenverluste beim hypovolämischen Schock eingesetzt werden.
Mögliche Nebenwirkungen sind Veränderungen in der Blutgerinnung (Blutungsneigung), anaphylaktische Reaktionen und akutes Nierenversagen.
Es ist nicht erwiesen, dass kolloidale Lösungen zur Anwendung nach Trauma, Verbrennungen oder chirurgischen Eingriffen besser geeignet wären als Elektrolytlösungen, oder dass sich die Sterberate der Patienten verringerte.

### Glukoselösungen
Glukoselösungen sind in verschiedenen Konzentrationen verfügbar. Sie dienen als Energielieferant im Rahmen einer Infusionstherapie. Da sie keine Elektrolyte enthalten und sich schnell in den Intrazellularraum ausbreiten („freies Wasser“), drohen bei der Verabreichung größerer Mengen Hirn- und Lungenödeme. Glukoselösungen sind auch Bestandteil der totalen parenteralen Ernährung.

### Osmotherapeutika
Osmotherapeutika sind hypertone Infusionslösungen, deren Wirkstoffe (Mannit, Glycerin) im Extrazellulärraum zu einer Erhöhung des osmotischen Druckes führen und dadurch dem umliegenden Gewebe Wasser entziehen. Anwendungsgebiete von Osmotherapeutika sind die Behandlung von Ödemen sowie die Förderung des Harnflusses zur Vorbeugung bzw. Behandlung einer akuten Nierenfunktionsstörung oder zur Förderung der Ausscheidung von giftigen, harngängigen Substanzen bei einer Vergiftung.

### Mischlösungen

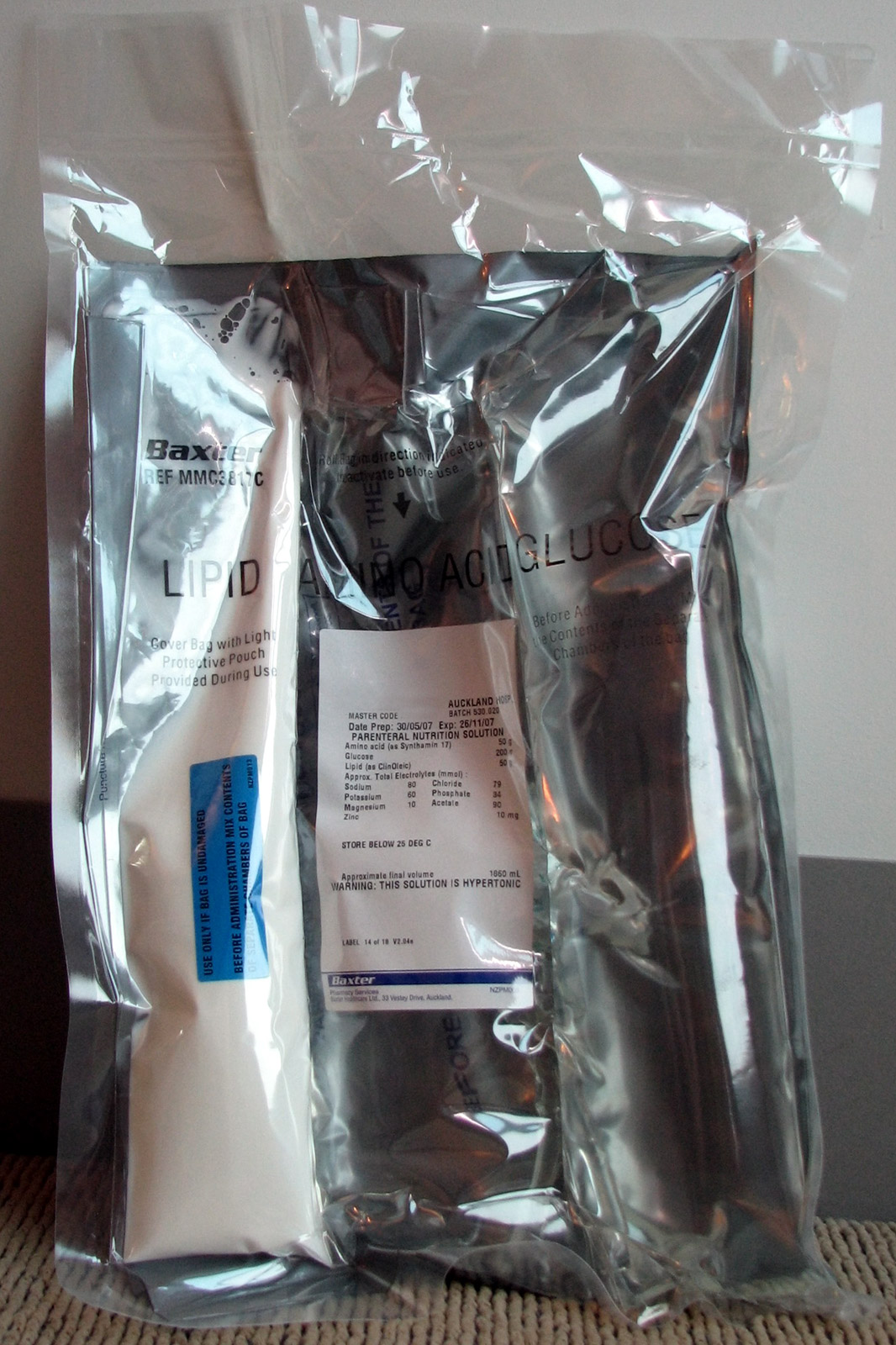
Dreikammerbeutel für die parenterale Ernährung. Lipide, Aminosäuren und Glucose sind für die Lagerung in drei Kammern getrennt und werden vor der Verabreichung durchmischt.

Zur parenteralen Ernährung werden Mischbeutel verwendet, die – jeweils getrennt in einzelnen Kammern – eine Glucose- und eine Aminosäurelösung enthalten. Vor der Verabreichung wird die Trennnaht durch Druck oder Aufrollen des Beutels geöffnet, so dass die Lösungen ineinanderfließen. Durch eine Zuspritzmöglichkeit können der Mischung vor der Verabreichung geeignete Zusätze wie wasserlösliche Vitamine oder Spurenelemente beigegeben werden. Dreikammerbeutel enthalten zusätzlich eine Lipidemulsion; hier können fettlösliche Vitamine hinzugefügt werden.
Beispiele für Mischlösungen sind (Handelsnamen): Aminomix (D, A), Nutriflex (D, A), Olimel (D), SmofKabiven (A), StructoKabiven (D, A).

## Verabreichung

### Applikationsformen
Die intravenöse Standardanwendung von Infusionslösungen wird über einen Venenkatheter an einer peripheren Vene durchgeführt. Sind eine längerfristige Anwendung, eine parenterale Ernährung oder die Verabreichung venenreizender Medikamente (Natriumbicarbonat, Kaliumlösung) beabsichtigt, dann ist ein zentraler Venenkatheter (ZVK) indiziert, dessen Spitze in einer zentralen Vene zu liegen kommt. Der Portkatheter, der unter anderem zur Chemotherapie und parenteralen Ernährung genutzt wird, ist eine Sonderform des ZVKs.
Die intraossäre Punktion und die Infusionstherapie über das Knochenmark sind Notfällen vorbehalten und kommen insbesondere bei Kindern zum Einsatz. In der Humanmedizin wird eine subkutane Infusion immer häufiger durchgeführt, insbesondere in der Geriatrie und der Palliativmedizin, allerdings sind nicht alle Medikamente für diese Applikationsform geeignet.
In der Tiermedizin wird sehr häufig subkutan infundiert.

### Steuerung
Infusionen können über Schwerkraftsysteme oder maschinell unterstützt verabreicht werden. Die Methoden können auch kombiniert werden, wobei die Schwerkraftinfusion mit einem Rückschlagventil gesichert wird, damit der Druck der Pumpensteuerung keinen Rücklauf verursacht.

#### Schwerkraftinfusion

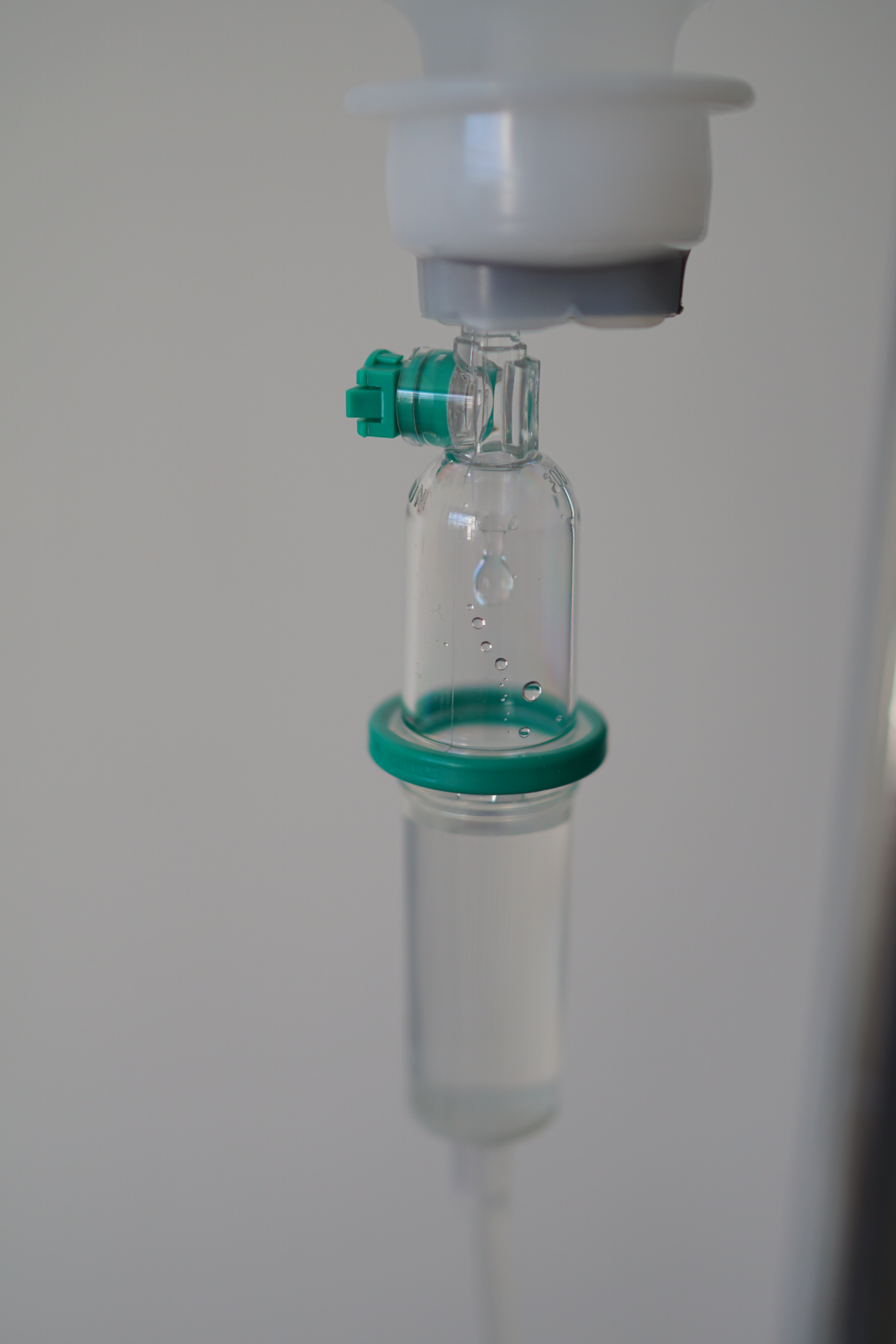
Tropfkammer

Bei der sogenannten Schwerkraftinfusion geschieht die Flüssigkeitszufuhr durch das hydrostatische Druckgefälle zwischen dem Infusionsbehälter und dem Patienten. Dazu wird die Infusionslösung mittels einer Halterung an einen der Haken eines Infusionsständers gehängt, der seinerseits z. B. am Kopfende des Bettes befestigt ist oder als mobiles Gerät mit arretierbaren Rollen auf dem Boden steht. Der Infusionsbehälter muss sich dabei über Herzhöhe des Patienten befinden. Die Dosierung der Tropfgeschwindigkeit erfolgt über eine einfache Rollklemme des Infusionssystems.

#### Druckinfusion
Bei einer Druckinfusion wird der Beutel mit der Infusionslösung durch eine Druckinfusionsmanschette bzw. einen Kompressionsbehälter oder ein Druckinfusionsgerät zusammengedrückt. Damit können sehr schnell große Mengen einer Infusionslösung infundiert werden.

#### Pumpengesteuerte Infusionen
Präzise Dosierungen sind nur über Infusionspumpen möglich. Die Verbindung zwischen Infusionsgerät und Kanüle erfolgt mit einer Infusionsleitung, die gegebenenfalls mit einer Heidelberger Verlängerung verlängert werden kann. Dazu wird eine spezielle, mit dem jeweiligen Gerät kompatible Infusionsleitung benötigt, die in die Pumpe eingelegt wird. Eine Sonderform der Infusion stellen die so genannten Spritzenpumpen (Perfusoren) dar, die mit geringen Vortriebsgeschwindigkeiten Medikamente verabreichen. Dazu gehört die sogenannte PCA-Pumpe, mit der sich der Patient mittels Knopfdruck eine voreingestellte Dosis seines Medikamentes bei Bedarf selbst verabreichen kann.
Für das Bedienen pumpengesteuerter Systeme ist in Deutschland eine Einweisung nach der Medizinprodukte-Betreiberverordnung erforderlich.

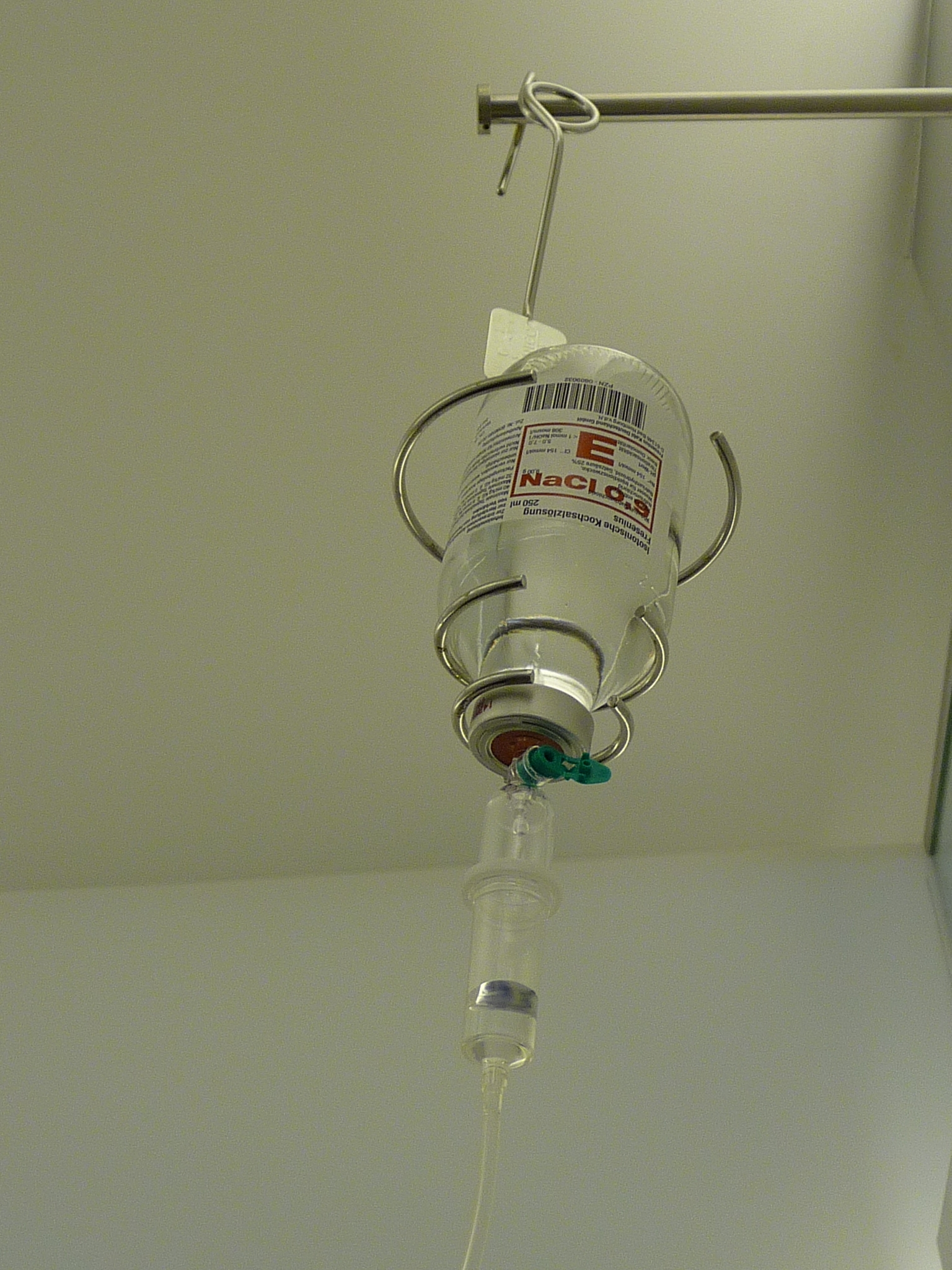
Infusionsflasche mit isotonischer Kochsalzlösung
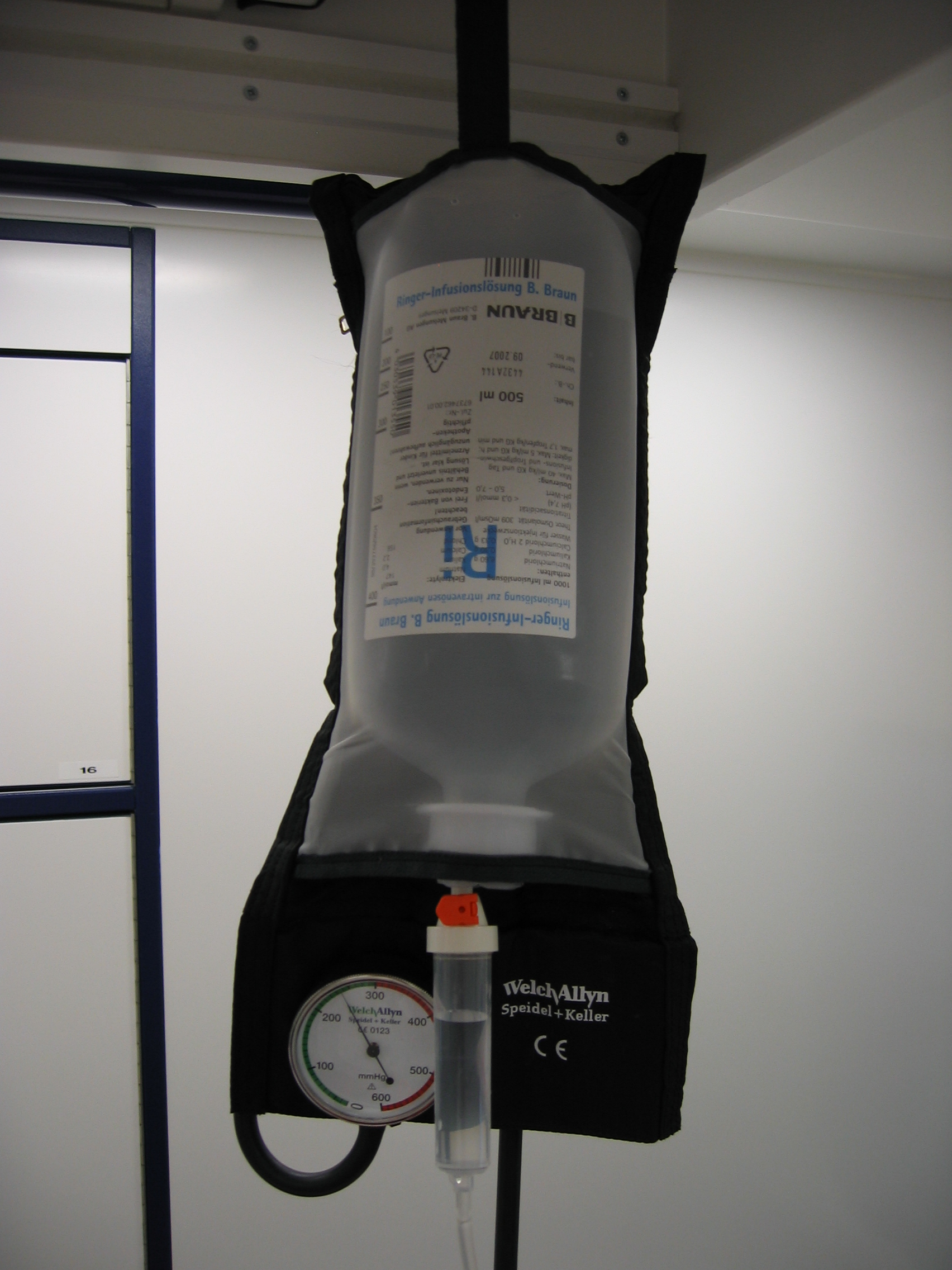
Druckinfusionsmanschette zur schnellen Infundierung
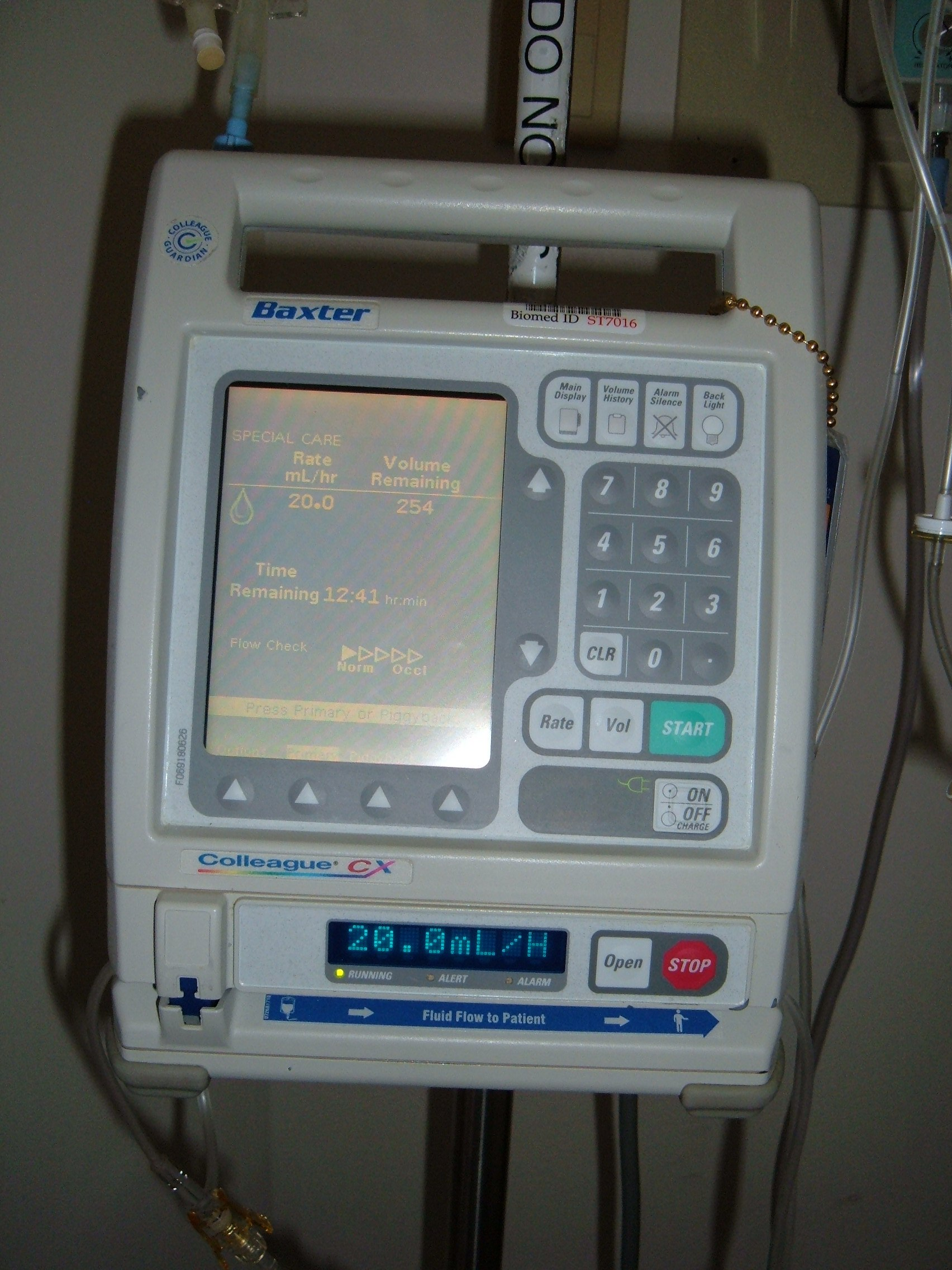
Infusionspumpe